# О, Серафина!
«О, Серафина!» (итал. Oh, Serafina!) — итальянский фильм режиссёра Альберто Латтуада в оригинале на итальянском языке, вышедший в прокат в 1976 году. В главных ролях — Ренато Поццетто и Далила Ди Ладзаро. Сценарий фильма написан по роману Джузеппе Берто «О, Серафина! История об экологии, сумасшествии и любви» (1973).

## Сюжет
Аугусто Валле, состоятельный бизнесмен-эколог. Он следит за тем, чтобы производство на принадлежащем ему заводе не наносило ущерба окружающей среде. Аугусто соблазняет молодая и честолюбивая сотрудница Пальмира Радичи. Она выходит за него замуж и рожает ему сына. Используя связи, Пальмира заключает Аугусто в психиатрическую лечебницу, чтобы самостоятельно управлять его заводом. Она не разделяет бережного отношения мужа к природе и проводит на заводе индустриализацию. В психиатрической лечебнице Аугусто знакомится с Серафиной Витали, красавицей без комплексов, которая, как и он, любит природу и ненавидит тех, кто её уничтожает. Они влюбляются друг в друга. Аугусто передаёт право на владение заводом жене, и, вместе с Серафиной и сыном, селится на острове с нетронутой природой.

## В ролях
| Актёр              | Роль                        |
| ------------------ | --------------------------- |
| Ренато Поццетто    | Аугусто Валле               |
| Далила Ди Ладзаро  | Серафина Витали             |
| Анджелика Ипполито | Пальмира Радиче             |
| Мариза Мерлини     | мать Аугусто Валле          |
| Джино Брамьери     | мэр                         |
| Альдо Джуффре      | профессор Освальдо Каронити |
| Фаусто Тоцци       | Карло Виджева               |
| Энрико Беруски     | работник бюро               |
| Лилла Бриньоне     | секретарша                  |
| Альба Майолини     | служанка                    |
| Говард Росс        | Ромео Радичи                |
| Брицио Монтинаро   | бухгалтер Кузетти           |
| Джанни Маньи       | санитар Томмазо             |
| Этторе Манни       | отец Серафины Витали        |
| Ренато Пинчироли   | отец Аугусто Валле          |
| Франко Неббья      | доктор Кольбьяти            |
| Даниэле Варгас     | советник Бульо              |